# Колонізація супутників Юпітера

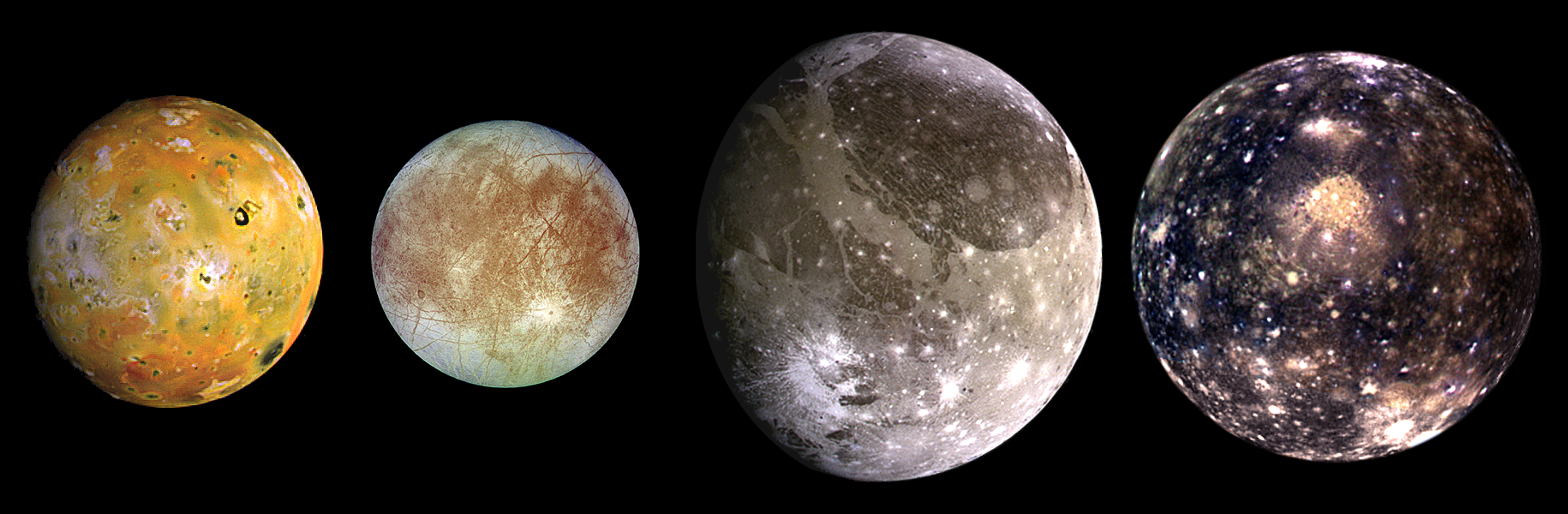
Галілеєві супутники: Іо, Європа, Ганімед, Каллісто

## Постановка проблеми
Супутники Юпітера — природні супутники планети Юпітер. Відомі 95 супутників Юпітера; це найбільша кількість відкритих супутників серед всіх планет Сонячної системи. Крім того, у Юпітера є система кілець.
Три супутника Юпітера — Європа, Ганімед і Каллісто — є основними кандидатами для колонізації космосу в межах Сонячної системи поряд з Марсом, Венерою, Місяцем, Меркурієм і поясом астероїдів.

## Колонізація супутників Юпітера

### Європа
Основна складність у колонізації Європи полягає сильному радіаційному поясі Юпітера. Людина без скафандра на поверхні Європи отримала б смертельну дозу радіації менше ніж за 10 хв.. Вважається, що під льодовою поверхнею супутника існує океан. Життя в ньому може бути більш захищене від радіації.

### Ганімед
Ганімед — найбільший супутник у Сонячній системі і, крім того, єдиний супутник Юпітера, який має магнітосферу, яка захистить колонізаторів від згубної дії радіації.

### Каллісто
За оцінками НАСА, Каллісто може стати першим колонізованим супутником Юпітера. Каллісто геологічно дуже стабільний і знаходиться поза зоною дії радіаційного поясу Юпітера. Цей супутник може стати центром подальших досліджень околиць Юпітера, зокрема, Європи.